# 一吉紫いも
一吉紫いも（いちきちむらさきいも、いちよしむらさきいも、かずよしむらさきいも、一吉紫芋、Ichikichi Purple Sweet Potato）は、日本の鹿児島県種子島在来種のサツマイモ。味の箱船に登録されている。

## 概要
一吉紫いもは、外観が紅色で中身は濃い紫色をしたサツマイモであり、アントシアニンを豊富に含む。「一吉」はこの紫芋の品種が生産された最初の区画の名前である。
馬場製菓（鹿児島県屋久島町）は以前から一吉紫いもを菓子原料として農家から高く仕入れるなどの活動を行って、産地形成に取り組みんでおり、商標登録もしている（商願2001-035380（登録4555335））。2017年にはイタリアのNPO法人スローフードインターナショナルに希少な伝統食材として「味の箱船」に認定・登録された。
2017年時点では、馬場製菓から委託された契約農家が西之表市の「さつまいも地域資源再生特区」などで一吉紫いもを生産している。生産された一吉紫いもは、馬場製菓の製品である「薩摩きんつば」に使用されるほか、ロート製薬と薩摩酒造とが共同開発した糀発酵飲料などの原料としても供給されている。

## 歴史
一吉紫いもは、1698年ごろに種子島に伝わったと考えられている。
劣化が激しいため、遠隔地への移送が困難であり、種子島限定で食べられてきた。種子島の郷土料理には、蒸し、揚げ、焼きといった様々な方法で一吉紫いもが調理され、利用されている。汁物の具材や和菓子の甘味料としても一吉紫いもは使用されている。
1990年ごろに発生したアリモドキゾウムシの虫害、でんぷん輸入自由化などによって栽培農家も減り、種子島の在来サツマイモ品種のほとんどが絶滅することになった。